# Джотодия, Мишель
Мишель Джотодия (фр. Michel Am-Nondokro Djotodia; род. 1949, Вакага, Убанги-Шари) — центральноафриканский политический, государственный и военный деятель, являлся её самопровозглашённым президентом с 24 марта 2013 года, после свержения и бегства Франсуа Бозизе. До этого возглавлял участвовавшую в Конфликте в ЦАР повстанческую коалицию «Селека», и в феврале 2013 года в соответствии с мирным договором получил пост первого заместителя министра обороны. 10 января 2014 года Мишель Джотодия добровольно отказался от полномочий президента страны по причине неспособности справиться с волной насилия, охватившей страну, и бежал в Бенин.

## Биография
Джотодия родился в 1949 году в городе Вакага. Он мусульманин, тогда как большинство в ЦАР составляют христиане.
Учился в СССР в учётно-кредитном техникуме г. Орла, затем в Университете дружбы народов имени Патриса Лумумбы. Был женат на гражданке СССР и имеет дочь. Жил в СССР около 10 лет. Затем вернулся в ЦАР, где в 1980-е годы был сотрудником налоговой службы.
Затем Джотодия работал в министерстве экономического планирования, потом в министерстве иностранных дел. Служил консулом в суданском городе Ньяле.
Был президентом Союза демократических сил за единство и Патриотической группы за освобождение Центральноафриканской Республики во время гражданской войны 2004—2007 годов.
Во время войны Джотодия жил в изгнании в бенинском городе Котону. 20 ноября 2007 года он был без судебного решения арестован властями Бенина вместе со своим представителем по запросу правительства Бозизе. Они были освобождены в феврале 2008 года после дачи согласия на мирные переговоры с правительством.
В декабре 2012 года Джотодия возглавил коалицию повстанцев Селека, быстро взявшую под свой контроль большую часть страны. На мирных переговорах в январе 2013 года президент Бозизе дал согласие на назначение премьер-министром представителя оппозиции и включение повстанцев в правительство. В итоге, 3 февраля было утверждено правительство национального единения во главе с премьер-министром Николя Тьянгайе; Джотодия получил пост первого заместителя министра обороны.
Мирное соглашение было нарушено в марте 2013 года, когда Селека возобновила боевые действия, обвинив Бозизе в невыполнении своих обещаний. Джотодия заявил, что это было решением повстанцев, а не его собственным. 24 марта повстанцы захватили президентский дворец в Банги, после чего Бозизе бежал в Камерун, а Джотодия объявил себя новым президентом страны. Он пообещал соблюдать январское соглашение о перемирии, нарушенное, по его словам, Бозизе, и сохранить пост премьер-министра за Тьянгайе. Генсек ООН Пан Ги Мун поспешил выступить с осуждением «антиконституционного» переворота. 
На момент прихода к власти большинству населения христианской части ЦАР Джотодия был совершенно неизвестен. По соображениям безопасности он не стал занимать президентский дворец, а обосновался в лагере Камп-де-Ру, откуда военные контролировали столицу. Первыми шагами Джотодии была отмена конституции, роспуск Национальной Ассамблеи и заявление о том, что он будет править без проведения президентских выборов до 2016 года. Впрочем, под давлением международного сообщества ему все же пришлось созвать временный парламент (Национальный Переходный Совет, CNT), который в апреле 2013 года наделил его полномочиями президента.
На протяжении всего 2013 года столкновения между Селекой и отрядами анти-балака принимали ожесточенный характер. Как и следовало ожидать, бойцов Селеки Джотодия контролировать способен не был. Государственные институты фактически полностью перестали существовать. К примеру, в августе 2013 года в столице Банги не было централизованной подачи электричества, питьевой воды, не функционировали государственные службы, нельзя было получить медицинскую помощь. В декабре 2013 года в ЦАР были введены войска Франции и ряда стран Африки, с целью снижения градуса насилия.
9 января 2014 года Мишель Джотодия впервые покинул страну, вылетев на специально зафрахтованном самолёте в столицу Чада Нджамену, в которой открывается саммит Экономического сообщества стран Центральной Африки (ЭКОЦАС). На нём должны были быть обсуждены меры по восстановлению мира и стабильности в стране, где ситуация фактически вышла из-под контроля.
10 января тысячи жителей Банги вышли на улицы под лозунгом «Джотодия в отставку!». В тот же день итогом саммита в Нджамене стало коммюнике, которое гласило, что члены торгово-экономического союза «приняли отставку» президента Джотодии, а также премьер-министра ЦАР Николаса Тьянгайе. Узнав об отставке Джотодии, жители Банги начали празднество.